# Биоетика
Биоетика је дисциплина која проучава људско деловање у односу на живот. То је интердисциплинарно размишљање о темама људског здравља, смрти, живота, околине, односа према животињама, развоја науке, политике и економије у контексту живота. Теме од посебног интересовања укључују генетички инжењеринг, репродуктивну психологију, репродуктивне технологије, употребу и злоупотребу медицинских и ментално-здравствених третмана, самоубиство и права пацијента.

## Историја

### Порекло речи
Термин биоетика (грч. bios, живот; ethos, понашање) је први употребио немачки филозоф Фриц Јар 1926. године у чланку „Наука о животу и понашању“ где је биоетику конципирао као етичку одговорност према животу у целини, те је формулисао, по узору на Канта, биоетички императив: "Поштуј свако живо биће у начелу као сврху у себи и по могућности поступај с њим као таквим!" Термин је проширио у употреби амерички канцеролог Ван Ренселер Потер 1970. године.

## Проблеми биоетике
У поље биоетике спадају, најпре, проблеми који се тичу ограничавања живота (нпр. абортус и еутаназија), вештачке оплодње, донације органа, или одбијања медицинске неге из верских или културолошких разлога. Сами биоетичари се често међусобно не слажу око тога шта све потпада под њихову дисциплину: док неки сматрају да би биоетика требало да се бави моралном проценом свих поступака у биологији или медицини, други би тај спектар значајно сузили. Такође, остају спорења око тога да ли се биоетика тиче само поступака према људима, или свим бићима способним да осећају страх..
Сфера проблема којима се биоетика бави се шири напретком биотехнологије, те сада у њу спадају и питања која се тичу клонирања, генетске терапије, продужетка живота, генетског инжењеринга, астроетике и живота у свемиру, као и управљања основним биолошким принципима кроз измену ДНК и протеина.

## Најчешће теме
Главне теме којима се биоетика бави су:
1. Абортус
2. Алтернативна медицина
3. Вантелесна оплодња
4. Донација органа
5. Еугеника
6. Еутаназија
7. Клонирање
8. Контрацепција
9. Плацебо ефекат
10. Права животиња
11. Транссексуалност
12. Трансфузија крви
13. Самоубиство
14. Фармакогенетика